# オビリンサン属
オビリンサン属 (Prionodon) は、哺乳綱食肉目Prionodontidae科に分類される属。本属のみでPrionodontidae科を構成する。

## 形態
体型は細長い。胴体や尾は短い体毛で、密に被われる。胴体や尾には、明瞭な斑紋が入る。
耳介は短く、丸みをおびる。歯列は門歯上下6本ずつ、犬歯上下2本ずつ、臼歯上下8本ずつ、大臼歯上顎2本・下顎4本の計38本。属名Prionodonは、「ノコギリの歯」の意。四肢は短い。爪は引っ込めることができる。足裏は体毛で被われる。臭腺がない。

## 分類
以前はジャコウネコ科に分類され、ジャコウネコ亜科に含める説もあった。爪を完全に引っ込めることができること・臭腺がないことなどから、本属のみでオビリンサン亜科Prionodontinaeを構成する説もあった。2003年に発表されたTTRのイントロンとミトコンドリアDNAのシトクロムbの最尤法を用いた分子系統解析では、本属がジャコウネコ科ではなくネコ科の姉妹群という解析結果が得られた。
以下の分類・英名は、祖谷・伊東(1991)・Wozencraft(2005)に従う。和名は祖谷・伊東(1991)に従う。
- Prionodon linsang オビリンサン Banded linsang
- Prionodon pardicolor ブチリンサン Spotted linsang

## 生態
地表に下りることもあるが、ほぼ樹上棲。

## 人間との関係
linsangはジャワ島で本属の構成種を指す呼称に由来する。